# Monte Ni
El monte Ni (en chino, 尼山; pinyin, Ní Shān) es una colina a unos 30 kilómetros al sureste de la ciudad de Qufu en la provincia de Shandong, China. La colina es culturalmente importante porque tradicionalmente se la considera el lugar de nacimiento del filósofo Confucio. También es el emplazamiento de un templo histórico dedicado a Shuliang He, el padre de Confucio, una academia confuciana (en chino, 尼山書院; pinyin, Níshān Shūyuàn), y el Templo Conmemorativo de Yusheng (en chino, 毓聖侯祠; pinyin, Yùshèng Hóucí). En 2016, se completó una estatua de Confucio en el Monte, de 72 metros lo que la convierte en la estatua de Confucio más alta del mundo.

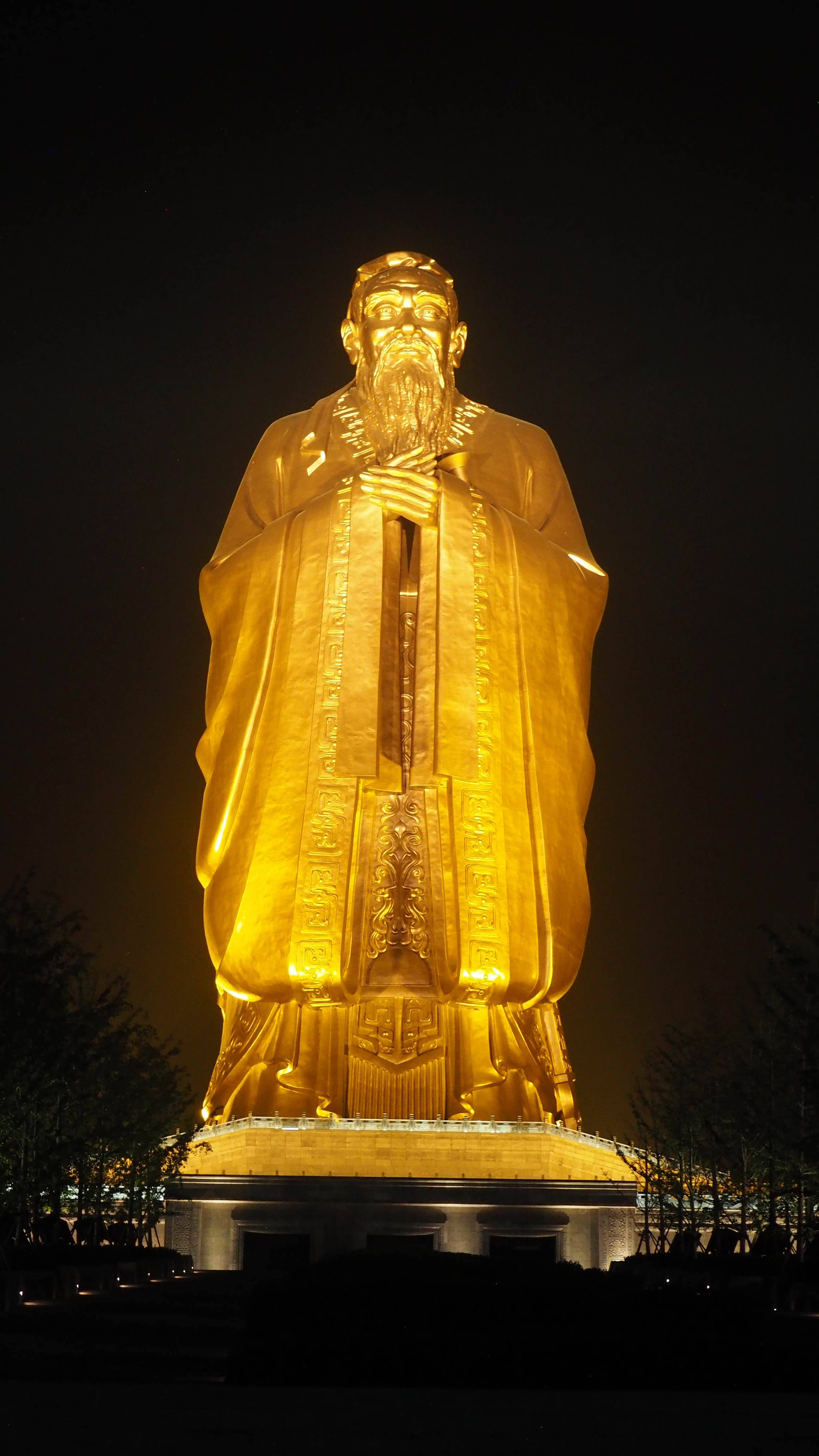
Estatua de Confucio en el monte Ni

Las tierras alrededor del monte son variadas y son casi todas campos de siembra. El lugar más alto de la zona tiene una altura de 457 metros y está a 6,5 km al noreste del monte. La densidad de población es de alrededor de 659 personas por kilómetro cuadrado, lo cual es una densidad bastante elevada. La ciudad más grande más cercana es Sishui, 16,6 km al norte.
El clima es continental y la temperatura promedio es de 15 °C. El mes más caluroso es junio, con 26 °C , y el más frío es enero, con 0 °C.  La precipitación media es de 828 milímetros por año. El mes más lluvioso es julio, con 252 milímetros de lluvia, y el más seco es enero, con 4 milímetros.
| Climograma de Monte Ni | Climograma de Monte Ni | Climograma de Monte Ni | Climograma de Monte Ni | Climograma de Monte Ni | Climograma de Monte Ni | Climograma de Monte Ni | Climograma de Monte Ni | Climograma de Monte Ni | Climograma de Monte Ni | Climograma de Monte Ni | Climograma de Monte Ni |
| --- | ---------------------- | ---------------------- | ---------------------- | ---------------------- | ---------------------- | ---------------------- | ---------------------- | ---------------------- | ---------------------- | ---------------------- | ---------------------- |
| E | F                      | M                      | A                      | M                      | J                      | J                      | A                      | S                      | O                      | N                      | D                      |
| 4 -5 | 27 9 -3                | 21 18 1                | 46 27 7                | 92 30 15               | 51 34 19               | 252 30 21              | 126 28 21              | 108 28 17              | 30 23 10               | 51 16 3                | 20 6 -5                |
| temperaturas en °C • totales de precipitación en mm |                        |                        |                        |                        |                        |                        |                        |                        |                        |                        |                        |
| Conversión sistema imperial\| E \| F \| M \| A \| M \| J \| J \| A \| S \| O \| N \| D \| \| 0.2 39 23 \| 1.1 48 27 \| 0.8 64 34 \| 1.8 81 45 \| 3.6 86 59 \| 2 93 66 \| 9.9 86 70 \| 5 82 70 \| 4.3 82 63 \| 1.2 73 50 \| 2 61 37 \| 0.8 43 23 \| \| temperaturas en °F • totales de precipitación en pulgadas \| \| \| \| \| \| \| \| \| \| \| \| |                        |                        |                        |                        |                        |                        |                        |                        |                        |                        |                        |
| E | F                      | M                      | A                      | M                      | J                      | J                      | A                      | S                      | O                      | N                      | D                      |
| 0.2 39 23 | 1.1 48 27              | 0.8 64 34              | 1.8 81 45              | 3.6 86 59              | 2 93 66                | 9.9 86 70              | 5 82 70                | 4.3 82 63              | 1.2 73 50              | 2 61 37                | 0.8 43 23              |
| temperaturas en °F • totales de precipitación en pulgadas |                        |                        |                        |                        |                        |                        |                        |                        |                        |                        |                        |

| E                                                         | F         | M         | A         | M         | J       | J         | A       | S         | O         | N       | D         |
| 0.2 39 23                                                 | 1.1 48 27 | 0.8 64 34 | 1.8 81 45 | 3.6 86 59 | 2 93 66 | 9.9 86 70 | 5 82 70 | 4.3 82 63 | 1.2 73 50 | 2 61 37 | 0.8 43 23 |
| temperaturas en °F • totales de precipitación en pulgadas |           |           |           |           |         |           |         |           |           |         |           |

## Historia

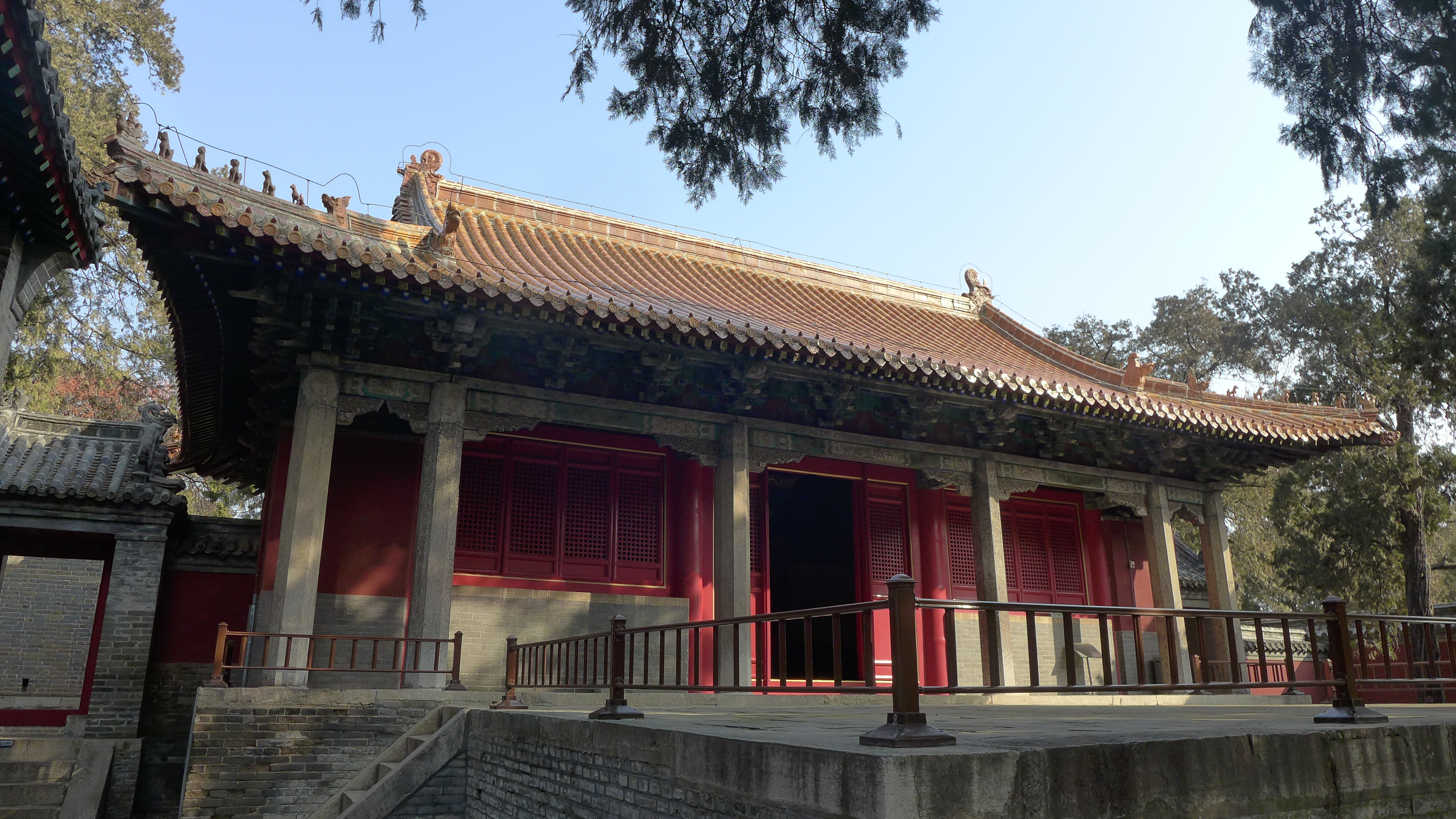
Sala de la Gran Perfección (Sala Dacheng), el principal santuario del Templo de Confucio.

Según el historiador de la dinastía Han, Sima Qian, los futuros padres de Confucio, Shuliang He y Yan Zhengzai, fueron a orar al monte Ni y después Yan Zhengzai dio a luz a Confucio. 
La existencia del Templo de Confucio se remonta a la época de la dinastía Wei del Norte (386-535 d. C.). Sin embargo, fue abandonado y restaurado repetidamente durante las dinastías Tang posterior, Zhou posterior, Song, Jin y Yuan. Durante la dinastía Ming (en 1417, durante el reinado del emperador Yongle), se llevó a cabo una importante reconstrucción. Durante la dinastía Qing se produjo una mayor expansión del templo. Como resultado, la mayoría de las estructuras existentes datan de la era Ming o Qing. El actual complejo arquitectónico contiene tres conjuntos de edificios, el Templo Confucio, la Academia Confuciana y el Templo Conmemorativo Yusheng.
El templo consta de las siguientes salas: la Sala Dacheng (literalmente «Salón de los Grandes Logros») dedicada a Confucio, un «Palacio del Sueño» dedicado a su esposa Qiguan, el Salón de Qi Shengwang y el Palacio del Sueño de Qi Shengwang. El Templo Conmemorativo de Yusheng está dedicado al espíritu de la montaña del monte Ni.  La academia confuciana contiene una sala de conferencias y salas que utilizaba el personal administrativo del templo.  Otras estructuras de la academia incluyen los salones Erdai y Sandai, Liang Wu, la Puerta Lingxing (靈星門), el Shen Bao, el Templo Tudi (dedicado a la Deidad local de la Tierra) y el Pabellón Guan Chuan. Todo el complejo está amurallado.
Fuera del muro oriental del recinto se encuentra la Cueva de Confucio (en chino, 夫子洞; pinyin, Fūzǐ Dòng). Según la leyenda, Confucio fue abandonado por su madre en esta cueva después de su nacimiento debido a su fealdad. Luego, un tigre y un águila se hicieron cargo del bebé, lo que convenció a su madre para que lo aceptara.